# دويدية
الدويدية (الاسم العلمي: Demodex) هي جنس من الحيوانات تتبع فصيلة الدويديات من رتبة خطميات الشكل.

## أنواع الدويدية
- دويدية صغيرة
- دويدية كلبية
- دويدية معزية
- دويدية جريبية
- دويدية سابانية